# Мартиніан
Мар. Мартиніан (лат. Mar. Martinianus) — римський імператор, що правив у 324 році. Був призначений на посаду тодішнім імператором Ліцинієм та мав номінально керувати західною частиною імперії. Правління Мартиніана не було визнане фактичним правителем Заходу, Костянтином.
Походження Мартиніана і початок його кар'єри невідомі. Частини його біографії відомі лише завдяки Аврелію Віктору.
Під час громадянської війни між Косятином та Ліцинієм Мартиніан був очільником східного імператора Ліцінія. Після поразки в битві при Адріанополі 3 липня 324 року Ліціній зробив Мартиніана номінальним августом на Заході, яким був Валерій Валент до нього. Мартиніан вирушив до Лампсаку для того, щоб перешкодити армії Костянтина проникнути до Фракії, Віфінії та Геллеспонту. Після розгрому військ Ліцінія в битві при Хризополі 18 вересня 324 року він був засланий до Солуня, а Мартиніан — до Каппадокії, де вони обоє утримувалися під домашнім арештом. Їхні життя вдалося зберегти завдяки Флавії Юлії Констанції, дружини Ліцинії та сестри Костянтина.
Однак вже весною 325 року за наказом Костянтина Мартиніан був страчений. Через деякий час стратили і Ліцинія.